# Xã Jackson, Quận Venango, Pennsylvania
Xã Jackson (tiếng Anh: Jackson Township) là một xã thuộc quận Venango, tiểu bang Pennsylvania, Hoa Kỳ. Năm 2010, dân số của xã này là 1.147 người.